# Monte San Savino
Monte San Savino – miejscowość i gmina we Włoszech, w regionie Toskania, w prowincji Arezzo.
Według danych na styczeń 2009 gminę zamieszkiwało 8687 osób przy gęstości zaludnienia 96,9 os./1 km².